# Landelijke Rijvereniging Vlaanderen
De Landelijke Rijvereniging Vlaanderen (afgekort: LRV) is een socioculturele vereniging gelieerd aan de Boerenbond, die zich bezighoudt met de paardensport.

## Geschiedenis
LRV werd door kanunnik André De Mey opgericht in Boezinge (West-Vlaanderen) in 1937. In 1947 telde LRV 44 verenigingen en 320 ruiters. In de jaren 1960 groeide het ledenaantal en werden er verenigingen opgericht over heel Vlaanderen. Aanvankelijk werd de LRV opgericht als nuttig tijdverdrijf voor de boerenzoons die in de week meewerkten op het ouderlijke landbouwbedrijf. Sinds 1965 mogen naast jongens en mannen ook meisjes en vrouwen zich aansluiten bij de LRV. In 1972 opende LRV zich ook voor ponyruiters: kinderen van 7 tot 15 jaar konden met een pony aansluiten en deelnemen. Nu is de leeftijd veranderd van 6 tot 16 jaar. Ondertussen telt LRV meer dan 13 000 leden in meer dan 400 verenigingen.
LRV streeft naar democratisering van de paardensport. Iedereen kan zich aansluiten bij een plaatselijke vereniging. Kunnen paardrijden is geen vereiste, een plaatselijke lesgever biedt algemene vorming aan. Als lid van een vereniging kan je dan deelnemen aan verschillende activiteiten.
Over het ontstaan van de Landelijke Rijverenigingen is er een naslagwerk verschenen: ‘De Grote Volte’.

## Activiteiten
Alle disciplines van de paardensport komen aan bod binnen de LRV. De hoofddisciplines zijn dressuur en springen. Daarnaast zijn ponyspelen, eventing, mennen en aangespannen rijden ook belangrijke disciplines. De hoeksteen van LRV is groepsdressuur, een carrouselmatig nummer.
Geregeld vinden er trainingen en vormingscycli plaats die de ruiters en amazones voorbereiden op wedstrijden die het hele jaar door worden georganiseerd. LRV besteedt veel belang aan een open en sociale groepsgeest, groepstrainingen zijn hiervoor een goede basis.

## Ponywerking
Alle kinderen van 6 tot 16 jaar kunnen zich aansluiten bij een lokale ponyclub. De enige vereiste hiervoor is dat men zelf over een pony beschikt. Op verschillende lokale velden worden wedstrijden georganiseerd waar enkel pony’s strijden tegen elkaar.
De pony’s worden ingedeeld in vijf categorieën. Dit wordt gedaan volgens de stokmaat van de pony’s.
- Stokmaat a: kleiner dan 1.09m
- Stokmaat A: van 1,09 m tot minder dan 1,17 m
- Stokmaat B: van 1,17 m tot minder dan 1,27 m
- Stokmaat C: van 1,27 m tot minder dan 1,37 m
- Stokmaat D: van 1,37 m tot minder dan 1,48 m

## Paardenwerking
Vanaf 12 jaar kan je terecht in een plaatselijke rijvereniging. Iedereen die wedstrijdruiter is van LRV kan deelnemen aan zomertornooien, indoor en outdoor dressuur- en springwedstrijden en eventingwedstrijden. In de plaatselijke verenigingen worden alle administratieve formaliteiten geregeld. Verder worden er ook groepstrainingen en lessen georganiseerd.